# Socialt jetlag
Socialt jetlag er en fysiologisk reaktion, som opstår ved manglende søvn, skiftende søvnrytmer, stress, usund levevis etc., som forårsager at vores system fungerer uhensigtsmæssigt, blandt andet med træthed til følge.

## Undersøgelser
Ved forskellige videnskabelige undersøgelser,  er det blandt andet konstateret at børn og unge sover mere end ældre, men med stigende alder begynder det at blive vanskeligt at opretholde et rimeligt søvnbehov på grund af sociale aktiviteter, fester, sport og andet, hvilket forstyrrer de normale søvnrytmer medens ældre personer (pensionister) generelt har bedre styr på deres søvnrytme.
En tysk forsker, Till Roenneberg, har haft 65.000 forsøgspersoner gennem sit søvnlaboratorium, for at undersøge, disse personers reaktion på varierende døgnrytme, hvilket er beskrevet i hans bog Internal Time fra 2012 

### Hvor meget søvn behøver man
En undersøgelse udført af National Sleep Foundation  viser hvad personer fra forskellige lande sover samt deres behov for samme.
Søvn-behovet er tilsyneladende forskelligt fra nation til nation, men generelt konstateres at man sover for lidt.

## Konsekvenser
Følgende konsekvenser af socialt jetlag kan eksempelvis være:

### Appetit
Hvis søvnrytmen bliver rykket er der risiko for overvægt og diabetes 2, på grund af øget indtag af usunde fødevarer samt forøget  alkohol-  og  tobaksforbrug. 

### Depression
Socialt jetlag forøger risikoen for stress, hvilket kan forårsage humørsænkning og udløse angst. 

### Døgnrytmen
Når døgnrytmen bliver presset går vores interne systemer i bakgear, man har det ikke godt.

### Hukommelsen
De kognitive evner svigter. Indlæringsevnen og det generelle præstationsniveau forværres. 

### Sygdomme
Specielt hjerte-karsygdomme kan udvikles markant, blandt andet fordi manglende søv kan være årsag til blodtryk-stigning.

### Ulykker
Årsag til ulykker stiger markant på grund af manglende søvn.